# Tęgoskór brodawkowany

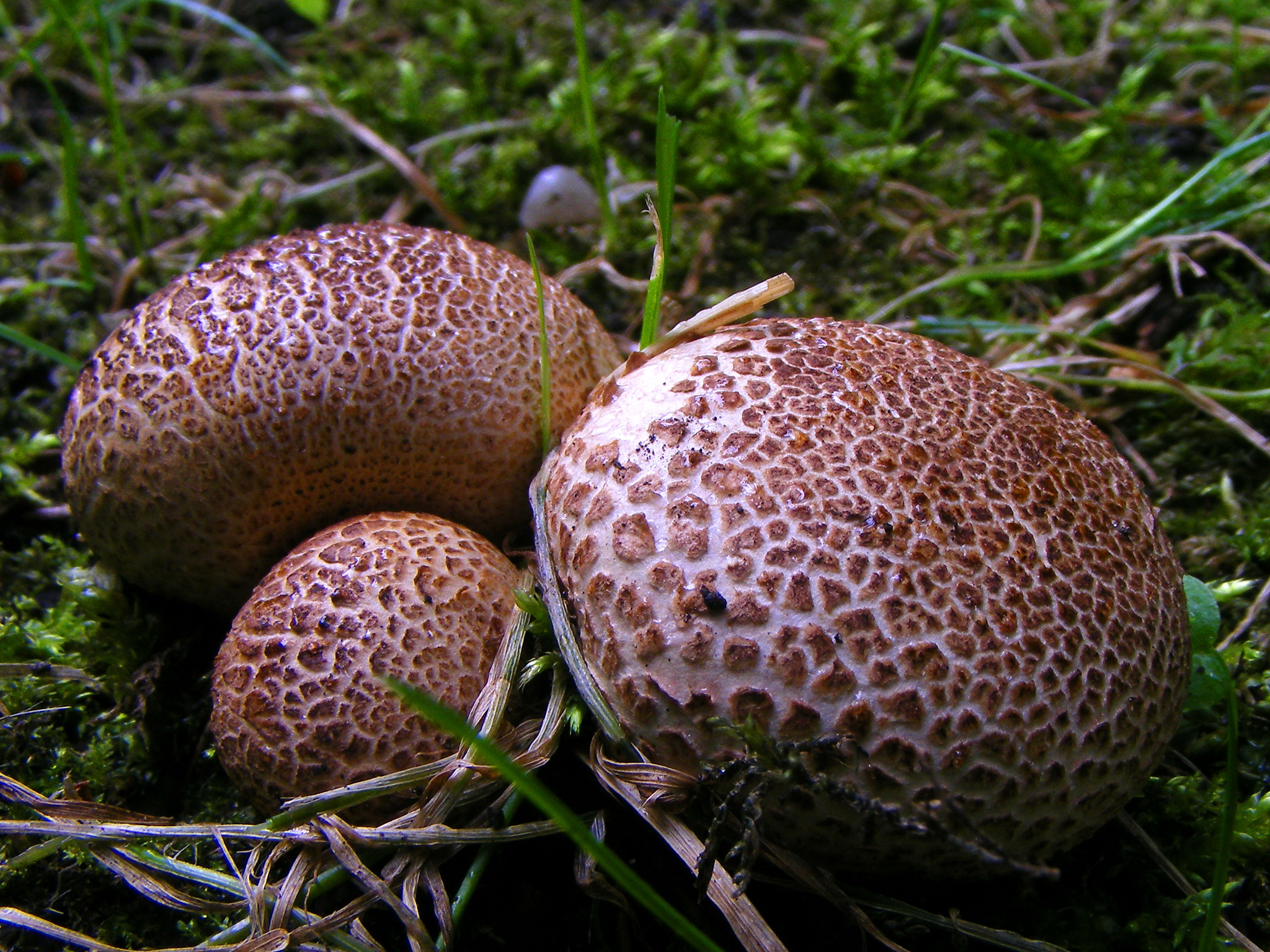
Młode owocniki

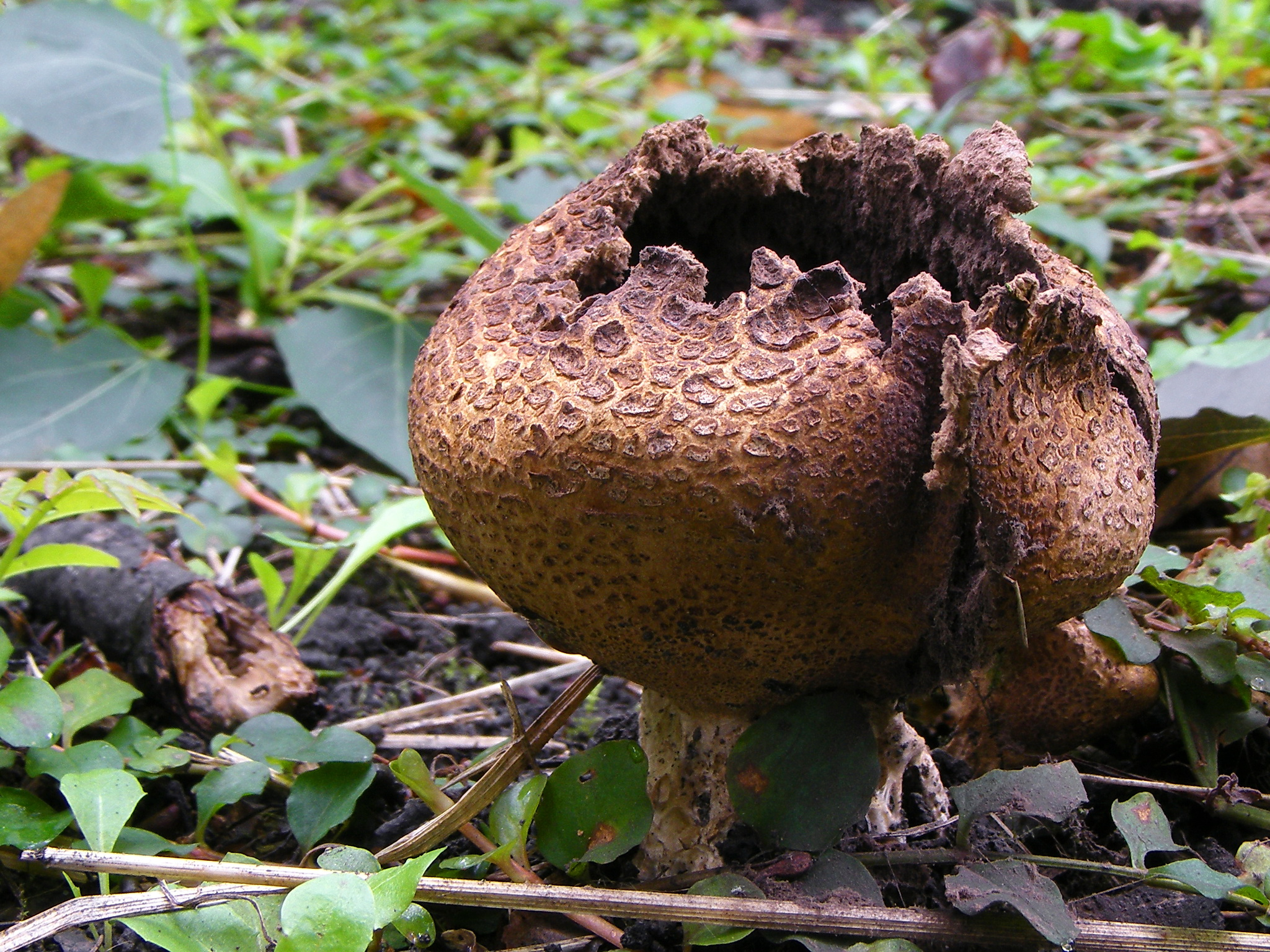
Dojrzały owocnik

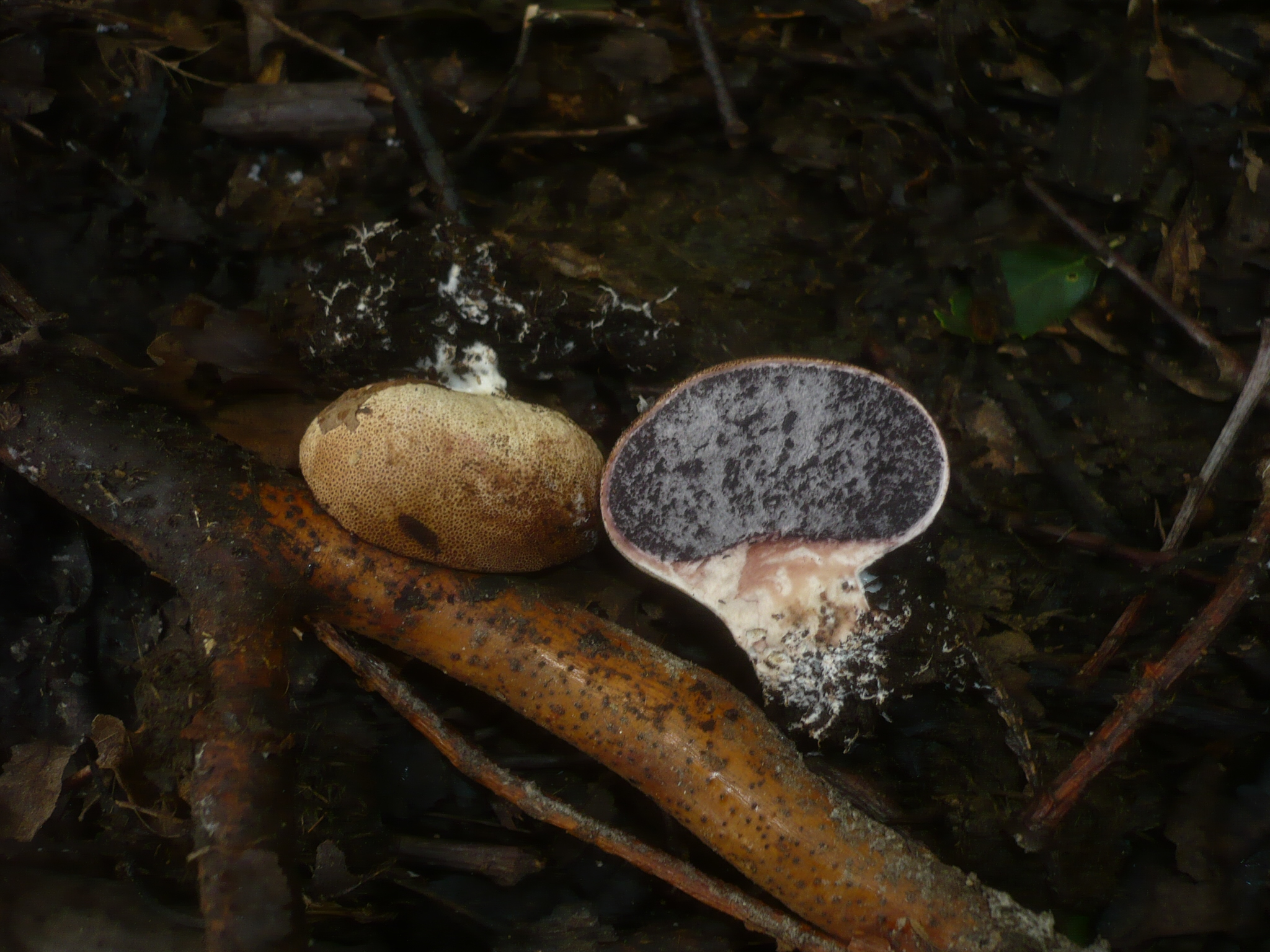
Dojrzewające okazy tęgoskóra brodawkowanego

Tęgoskór brodawkowany (Scleroderma verrucosum (Bull.) Pers.) – gatunek grzybów należący do rodziny tęgoskórowatych. 

## Systematyka i nazewnictwo
Pozycja w klasyfikacji według Index Fungorum: Scleroderma, Sclerodermataceae, Boletales, Agaricomycetidae, Agaricomycetes, Agaricomycotina, Basidiomycota, Fungi.
Po raz pierwszy takson ten zdiagnozował w 1791 r. Jean Baptiste Bulliard nadając mu nazwę Lycoperdon verrucosum. Obecną, uznaną przez Index Fungorum nazwę nadał mu w 1801 r. Christiaan Hendrik Persoon, przenosząc go do rodzaju Scleroderma. 
Niektóre synonimy naukowe:
- Lycoperdon verrucosum Bull.
- Scleroderma cepa var. maculatum (Peck) Lloyd 1920
- Scleroderma maculatum (Peck) Lloyd 1920
- Scleroderma verrucosum (Bull.) Pers. 1801) subsp. verrucosum
- Scleroderma verrucosum var. fascirhizum Šebek 1953
- Scleroderma verrucosum var. maculatum Peck 1901
- Scleroderma verrucosum (Bull.) Pers. 1801 var. verrucosum
- Scleroderma verrucosum var. violascens Herink 1953

Nazwę polską podali Barbara Gumińska i Władysław Wojewoda w 1968 r., wcześniej gatunek ten opisywany był przez S. Chełchowskiego jako tęgoskór brodawkowaty. 

## Morfologia
Owocnik
Nieregularnie kulisty, o średnicy do 5 cm. Z podłożem i grzybnią łączą go sznury grzybni przypominające korzenie. Młode okazy są białawe, potem stopniowo ciemnieją, przyjmując kolor brudnożółtawy, żółtobrązowy, na koniec kasztanowobrązowy. Okrywa owocnika (perydium) dość cienka, pokryta drobnymi brodawkami lub łuseczkami. Po dojrzeniu okrywa pęka nieregularnie. Czasami owocniki są zagłębione w ziemi nawet do połowy. Charakterystyczną cechą jest występowanie w dolnej części owocnika krótkiej części trzonowej.
Wnętrze owocnika (gleba)
U młodych okazów twarde i białe, potem ciemnieje, staje się umbrowobrązowe, a jeszcze później fioletowoczarne z białawymi lub bladozielonawymi żyłkami. W dojrzałym owocniku gleba jest fioletowobrązowa lub fioletowo-szarobrązowa.
Zarodniki
Purpurowobrązowe lub umbrobrązowe, kulistego kształtu, pokryte kolcami, bez siateczki. Średnica 11–14 μm.

## Występowanie i siedlisko
Z wyjątkiem Antarktydy i Ameryki Południowej występuje na wszystkich kontynentach, a także na wielu wyspach.  W Polsce jest dość pospolity, ale w Szwecji znajduje się na liście gatunków zagrożonych. 
Występuje w lasach i zaroślach liściastych i mieszanych, w parkach, alejach, na wrzosowiskach, cmentarzach. Rośnie na glebie zawierającej dużo próchnicy. Owocniki pojawiają się od lipca do października. Związany jest z następującymi gatunkami drzew: klon jawor, sosna zwyczajna, dąb szypułkowy, cis pospolity, lipa drobnolistna.

## Znaczenie
Grzyb trujący. W Hongkongu i w Indiach uważany jest jednak za grzyb jadalny. 

## Gatunki podobne
- tęgoskór cytrynowy (Scleroderma citrinum). Ma grubszą okrywę, jest większy i nie ma krótkiej części trzonowej u podstawy owocnika[5];
- tęgoskór lamparci (Scleroderma areolatum). Ma żółtawą skórkę z różowofioletowawym odcieniem[5].